# 염포항
염포항은 전라남도 고흥군 봉래면 외초리에 위치한 어항이다. 1973년 12월 19일 지방어항으로 지정하여 관리하고 있다. 시설관리자는 고흥군수이다.

## 어항 연혁
본래 본 마을은 앵금이, 안동네, 개안으로 구성하여 형성되었으며 송개라 함은 커다란 가마솥을 걸어놓고 바닷물로 소금을 만들었다는 유래가 있으며 소금을 구운 것을 가마제라 불려오다가 본시 소금개라 부르다가 송개로 바뀌었으며 같은 뜻의 한자로 염포라 칭하여 외초마을에 속하였다가 1927년 분동되었다.

## 어항 구역
본 항의 어항구역은 다음과 같다.
- 수역: 외초리 산297번지 돌출부에서 북쪽으로 600m 떨어진 지점과 산264번지 앞 돌출부에서 북쪽으로 90m 떨어진 지점을 서로 직각으로 연결한 공유수면

## 어항 시설
- 방파제 117m, 물양장 26m

## 주요 어종
- 서내, 양태, 삼치, 숭어